# Österreichische Fußball-Frauenmeisterschaft 2009/10
Die österreichische Fußball-Frauenmeisterschaft wurde 2009/10 zum 38. Mal nach der 35-jährigen Pause zwischen 1938 und 1972 ausgetragen. Die höchste Spielklasse ist die ÖFB-Frauenliga und wurde zum 5. Mal durchgeführt. Die zweithöchste Spielklasse (2. Liga), in dieser Saison die 31. Auflage, wurde in drei regionale Ligen unterteilt, wobei die 2. Liga Mitte mit Vereine von der 2. MLiga MWest zusammengelegt wurde und als 2. Liga Mitte/West zum ersten Mal, die 2. Liga Ost und die 2. Liga Süd jeweils zum 4. Mal ausgetragen wurde. Die Saison dauerte von Mitte August bis Mitte Juni.
Österreichischer Fußballmeister wurde zum 7. Mal in Folge SV Neulengbach. Die Meister der zweithöchsten Klassen wurden Union Kleinmünchen (Mitte/Ost), ASV Spratzern (Ost) und SC St. Ruprecht/Raab (Süd). Allerdings konnte sich nur der Union Kleinmünchen in den Relegationsspielen durchsetzen und war somit berechtigt, in der Saison 2010/11 in der ÖFB-Frauenliga zu spielen.

## Erste Leistungsstufe – ÖFB-Frauenliga
Die ÖFB-Frauenliga begann am 8. August 2009 und endete am 5. Juni 2010 mit der insgesamt 17. Runde.

### Modus
Im Herbst wird ein Grunddurchgang bestritten in dem Jeder gegen Jeden spielt. Nach Abschluss der Herbstrunde wird die Abschlusstabelle in zwei Gruppen geteilt, wobei die erst- bis fünftplatzierten Vereine die Obere Gruppe und sechst- bis zehntplatzierten Vereine die untere Gruppe bilden. Die erspielten Punkte werden halbiert. Im Frühjahr spielt jede Gruppe acht Runden (Hin- und Rückspiel).

### Saisonverlauf
Auftaktspiele waren die Begegnung zwischen dem FC Stattegg vs. SV Neulengbach und USG Ardagger/Neustadtl vs. FC Wacker Innsbruck. Meister wurde überlegen der SV Neulengbach und sich damit für den UEFA Women’s Champions League qualifizierte. Den Gang in die 2. Liga musste der ASK Erlaa antreten.

### Tabellen
Tabelle nach dem Grunddurchgang (Herbsttabelle)
| Pl.                                                    | Verein                 | Sp. | S | U | N | Tore    | Diff. | Punkte |
| ------------------------------------------------------ | ---------------------- | --- | - | - | - | ------- | ----- | ------ |
| 1.                                                     | SV Neulengbach (M, C)  | 9   | 8 | 0 | 1 | 049:700 | +42   | 24     |
| 2.                                                     | FC Wacker Innsbruck    | 9   | 7 | 0 | 2 | 026:140 | +12   | 21     |
| 3.                                                     | SK Kärnten F1          | 9   | 6 | 1 | 2 | 023:120 | +11   | 19     |
| 4.                                                     | USK Hof (RG)           | 9   | 4 | 2 | 3 | 019:130 | +6    | 14     |
| 5.                                                     | USC Landhaus           | 9   | 4 | 2 | 3 | 017:210 | −4    | 14     |
| 6.                                                     | FC Südburgenland       | 9   | 4 | 1 | 4 | 013:900 | +4    | 13     |
| 7.                                                     | ASK Erlaa              | 9   | 2 | 1 | 6 | 016:210 | −5    | 07     |
| 8.                                                     | FC Stattegg (RG)       | 9   | 2 | 1 | 6 | 012:340 | −22   | 07     |
| 9.                                                     | USG Ardagger/Neustadtl | 9   | 1 | 2 | 6 | 013:330 | −20   | 05     |
| 10.                                                    | LUV Graz               | 9   | 1 | 2 | 6 | 010:340 | −24   | 05     |
| Stand: Endstand nach dem Grunddurchgang. Quelle: NOeFV |                        |     |   |   |   |         |       |        |

| (M)  | Österreichischer Fußball-Frauenmeister 2008/09 |
| (C)  | ÖFB-Ladies-Cup-Sieger 2008/09                  |
| (RG) | Gewinner der Relegation der Saison 2008/09     |

Abschlusstabellen
Die Meisterschaft endete mit folgendem Ergebnis:
| Pl.                              | Verein                           | Sp.                              | S                                | U                                | N                                | Tore                             | Diff.                            | Punkte                           | Bonus                            | Gesamt                           |
| ÖFB-Frauenliga (Oberes Play-off) | ÖFB-Frauenliga (Oberes Play-off) | ÖFB-Frauenliga (Oberes Play-off) | ÖFB-Frauenliga (Oberes Play-off) | ÖFB-Frauenliga (Oberes Play-off) | ÖFB-Frauenliga (Oberes Play-off) | ÖFB-Frauenliga (Oberes Play-off) | ÖFB-Frauenliga (Oberes Play-off) | ÖFB-Frauenliga (Oberes Play-off) | ÖFB-Frauenliga (Oberes Play-off) | ÖFB-Frauenliga (Oberes Play-off) |
| -------------------------------- | -------------------------------- | -------------------------------- | -------------------------------- | -------------------------------- | -------------------------------- | -------------------------------- | -------------------------------- | -------------------------------- | -------------------------------- | -------------------------------- |
| 1.                               | SV Neulengbach (M, C)            | 8                                | 7                                | 1                                | 0                                | 026:400                          | +22                              | 22                               | 12                               | 34                               |
| 2.                               | FC Wacker Innsbruck              | 8                                | 2                                | 4                                | 2                                | 015:110                          | +4                               | 10                               | 11                               | 21                               |
| 3.                               | SK Kärnten F1                    | 8                                | 3                                | 2                                | 3                                | 010:100                          | ±0                               | 11                               | 10                               | 21                               |
| 4.                               | USK Hof (RG)                     | 8                                | 2                                | 1                                | 5                                | 007:200                          | −13                              | 07                               | 7                                | 14                               |
| 5.                               | USC Landhaus                     | 8                                | 1                                | 2                                | 5                                | 006:190                          | −13                              | 05                               | 7                                | 12                               |
| Stand: Endstand. Quelle: NOeFV   |                                  |                                  |                                  |                                  |                                  |                                  |                                  |                                  |                                  |                                  |

| Pl.                               | Verein                            | Sp.                               | S                                 | U                                 | N                                 | Tore                              | Diff.                             | Punkte                            | Bonus                             | Gesamt                            |
| ÖFB-Frauenliga (Unteres Play-off) | ÖFB-Frauenliga (Unteres Play-off) | ÖFB-Frauenliga (Unteres Play-off) | ÖFB-Frauenliga (Unteres Play-off) | ÖFB-Frauenliga (Unteres Play-off) | ÖFB-Frauenliga (Unteres Play-off) | ÖFB-Frauenliga (Unteres Play-off) | ÖFB-Frauenliga (Unteres Play-off) | ÖFB-Frauenliga (Unteres Play-off) | ÖFB-Frauenliga (Unteres Play-off) | ÖFB-Frauenliga (Unteres Play-off) |
| --------------------------------- | --------------------------------- | --------------------------------- | --------------------------------- | --------------------------------- | --------------------------------- | --------------------------------- | --------------------------------- | --------------------------------- | --------------------------------- | --------------------------------- |
| 1.                                | FC Südburgenland                  | 8                                 | 5                                 | 2                                 | 1                                 | 026:140                           | +12                               | 17                                | 7                                 | 24                                |
| 2.                                | LUV Graz                          | 8                                 | 5                                 | 2                                 | 1                                 | 017:100                           | +7                                | 17                                | 3                                 | 20                                |
| 3.                                | USG Ardagger/Neustadtl            | 8                                 | 2                                 | 2                                 | 4                                 | 015:200                           | −5                                | 08                                | 3                                 | 11                                |
| 4.                                | FC Stattegg (RG)                  | 8                                 | 2                                 | 1                                 | 5                                 | 014:240                           | −10                               | 07                                | 4                                 | 11                                |
| 5.                                | ASK Erlaa                         | 8                                 | 1                                 | 3                                 | 4                                 | 011:150                           | −4                                | 06                                | 4                                 | 10                                |
| Stand: Endstand. Quelle: NOeFV    |                                   |                                   |                                   |                                   |                                   |                                   |                                   |                                   |                                   |                                   |

| (M)  | Österreichischer Fußball-Frauenmeister 2008/09 |
| (C)  | ÖFB-Ladies-Cup-Sieger 2008/09                  |
| (RG) | Gewinner der Relegation der Saison 2008/09     |

Qualifiziert über die Relegation
- 2. Liga Mitte/West – 2. Liga Ost – 2. Liga Mitte: Union Kleinmünchen (Relegation zur ÖFB-Frauenliga)

### Torschützenliste
Da die ÖFB-Frauenliga nach dem Herbstdurchgang in Play-offs geteilt wird, gibt es keine Torschützenliste für die gesamte Saison.

## Zweite Leistungsstufe – 2. Liga
Die 2. Liga stellt die zweithöchste Leistungsgruppe im österreichischen Frauenfußball dar. Um die Kosten für die Vereine zu reduzieren, wird diese in drei regionalen Gruppen ausgespielt: 2. Liga Mitte/West, 2. Liga Ost und 2. Liga Süd.
Die zweite Leistungsstufe bestand aus drei Ligen, getrennt nach Regionen:
- 2. Liga Mitte/West mit den Vereinen aus Oberösterreich (OFV), Salzburg (SFV), Tirol (TFV) und Vorarlberg (VFV),
- 2. Liga Ost mit den Vereinen aus Burgenland (BFV), Niederösterreich (NÖFV) und Wien (WFV) und
- 2. Liga Süd mit den Vereine aus Kärnten (KFV) und Steiermark (StFV).

Der allgemeine Modus sieht vor, dass die Meister der Ligen in einer Relegation um den Aufstieg in die ÖFB-Frauenliga spielen konnten. Der Tabellenletzte der jeweiligen Liga stieg ab.

### 2. Liga Mitte/West

#### Modus
Die zehn Mannschaften spielen gegeneinander zwei Spiele, ein Heim- und ein Auswärtsspiel. Nach diesen 18 Runden musste der Meister der Liga gegen den neuntplatzierten Verein der ÖFB-Frauenliga um einen direkten Aufstiegsplatz kämpfen. Die zwei letztplatzierten Mannschaften der 2. Liga Mitte/West steigen in die jeweilige Landesliga ab.

#### Saisonverlauf
Die 2. Liga Mitte/West begann am 29. August 2009 und endete am 6. Juni 2010 mit der insgesamt 18. Runde. Auftaktspiel war das Match zwischen dem FC Wacker Innsbruck II und dem FC Wels Ladies. Meister wurde der Union Kleinmünchen. Die vorletztplatzierte Mannschaft des ASKÖ Dionysen/Traun steigt nicht ab, weil Union Kleinmünchen in die ÖFB-Frauenliga aufsteigt, die letztplatzierte von Union Nebelberg steigt ab.

#### Abschlusstabelle
Die Meisterschaft endete mit folgendem Ergebnis:
| Pl.                          | Verein                  | Sp. | S  | U | N  | Tore    | Diff. | Punkte |
| ---------------------------- | ----------------------- | --- | -- | - | -- | ------- | ----- | ------ |
| 1.                           | Union Kleinmünchen (RV) | 18  | 17 | 0 | 1  | 089:170 | +72   | 51     |
| 2.                           | SV Garsten              | 18  | 12 | 1 | 5  | 069:360 | +33   | 37     |
| 3.                           | FC Wacker Innsbruck II  | 18  | 12 | 1 | 5  | 048:320 | +16   | 37     |
| 4.                           | Heeres SV Wals          | 18  | 11 | 2 | 5  | 049:230 | +26   | 35     |
| 5.                           | ASKÖ Doppl/Hart         | 18  | 9  | 0 | 9  | 049:480 | +1    | 27     |
| 6.                           | FC Wels Ladies          | 18  | 5  | 4 | 9  | 034:460 | −12   | 19     |
| 7.                           | LASK Ladies             | 18  | 6  | 1 | 11 | 037:570 | −20   | 19     |
| 8.                           | Union Geretsberg        | 18  | 6  | 1 | 11 | 028:520 | −24   | 19     |
| 9.                           | ASKÖ Dionysen/Traun     | 18  | 4  | 0 | 14 | 027:690 | −42   | 12     |
| 10.                          | Union Nebelberg         | 18  | 2  | 2 | 14 | 014:640 | −50   | 08     |
| Stand: Endstand. Quelle: OFV |                         |     |    |   |    |         |       |        |

| (RV) | Verlierer der Relegation der Saison 2008/09 |

Aufsteiger
- Oberösterreich: Union Kleinmünchen II
- Salzburg: keiner
- Tirol: keiner
- Vorarlberg: FC Lustenau

### 2. Liga Ost

#### Modus
Die zwölf Mannschaften spielen gegeneinander zwei Spiele, ein Heim- und ein Auswärtsspiel. Nach 22 Runden wird der Meister ermittelt, der um einen Platz in der ÖFB-Frauenliga kämpft. Die beiden letzten Teams steigen in die Landesliga ab.

#### Saisonverlauf
Die 2. Liga Ost begann am 7. August 2009 und endete am 6. Juni 2010 mit der insgesamt 22. Runde. Auftaktspiel war das Match zwischen dem SV Ladies Furth und dem ASV 13. Meister wurde der SKV Altenmarkt, absteigen mussten SV Langenrohr, DFC Heidenreichstein und ASV 13.

#### Abschlusstabelle
Die Meisterschaft endete mit folgendem Ergebnis:
| Pl.                            | Verein               | Sp. | S  | U | N  | Tore    | Diff. | Punkte |
| ------------------------------ | -------------------- | --- | -- | - | -- | ------- | ----- | ------ |
| 1.                             | ASV Spratzern (N)    | 22  | 20 | 1 | 1  | 124:120 | +112  | 61     |
| 2.                             | SKV Altenmarkt (RV)  | 22  | 18 | 2 | 2  | 148:210 | +127  | 56     |
| 3.                             | SV Groß-Schweinbarth | 22  | 16 | 2 | 4  | 072:260 | +46   | 50     |
| 4.                             | SV Neulengbach II    | 22  | 14 | 2 | 6  | 069:340 | +35   | 44     |
| 5.                             | USC Landhaus II      | 22  | 8  | 5 | 9  | 041:430 | −2    | 29     |
| 6.                             | SV Horn              | 22  | 8  | 5 | 9  | 050:600 | −10   | 29     |
| 7.                             | SV Ladies Furth      | 22  | 8  | 5 | 9  | 037:560 | −19   | 29     |
| 8.                             | SV Gloggnitz         | 22  | 8  | 2 | 12 | 050:550 | −5    | 26     |
| 9.                             | 1. SVg Guntramsdorf  | 22  | 7  | 5 | 10 | 058:640 | −6    | 26     |
| 10.                            | SV Langenrohr        | 22  | 6  | 1 | 15 | 037:920 | −55   | 19     |
| 11.                            | DFC Heidenreichstein | 22  | 3  | 2 | 17 | 023:840 | −61   | 11     |
| 12.                            | ASV 13 (N)           | 22  | 0  | 2 | 20 | 016:178 | −162  | 02     |
| Stand: Endstand. Quelle: NOeFV |                      |     |    |   |    |         |       |        |

| (N)  | Neueinsteiger aus der Landesliga der Saison 2008/09 |
| (RV) | Verlierer der Relegation der Saison 2009/10         |

Aufsteiger
- Burgenland: ASV Hornstein
- Niederösterreich: keiner
- Wien: keiner

### 2. Liga Süd

#### Modus
Die Liga bestand aus neun Vereinen, die in zwei Durchgängen (Herbst und Frühjahr) insgesamt zweimal gegeneinander spielten. Nach diesen 16 Runden musste der Meister der Liga gegen den neuntplatzierten Verein der ÖFB-Frauenliga um einen direkten Aufstiegsplatz kämpfen. Die zwei letztplatzierten Mannschaften mussten hingegen in die jeweiligen Landesliga absteigen.

#### Saisonverlauf
Die 2. Liga Süd begann am 29. August 2009 und endete am 6. Juni 2010 mit der insgesamt 16. Runde. Auftaktspiel war die Begegnung zwischen dem JSV Mariatrost und dem FC Winden. Meister wurde der SC St. Ruprecht/Raab, der sich in den Relegationsspielen für den Aufstieg in die ÖFB-Frauenliga qualifizierte. Absteigen mussten der FC Feldkirchen und DUSV Loipersdorf.

#### Abschlusstabelle
Die Meisterschaft endete mit folgendem Ergebnis:
| Pl.                           | Verein                            | Sp. | S  | U | N  | Tore    | Diff. | Punkte |
| ----------------------------- | --------------------------------- | --- | -- | - | -- | ------- | ----- | ------ |
| 1.                            | SC St. Ruprecht/Raab              | 16  | 13 | 1 | 2  | 067:170 | +50   | 40     |
| 2.                            | FC Winden (N)                     | 16  | 12 | 2 | 2  | 100:150 | +85   | 38     |
| 3.                            | FC Südburgenland II               | 16  | 11 | 2 | 3  | 061:220 | +39   | 35     |
| 4.                            | JSV Mariatrost                    | 16  | 11 | 1 | 4  | 082:300 | +52   | 34     |
| 5.                            | 1. DFC Leoben                     | 16  | 7  | 3 | 6  | 059:390 | +20   | 24     |
| 6.                            | ASV St. Margarethen/Lavanttal (A) | 16  | 7  | 1 | 8  | 042:460 | −4    | 22     |
| 7.                            | SC Unterpremstätten               | 16  | 7  | 1 | 8  | 030:700 | −40   | 22     |
| 8.                            | FC Feldkirchen (N)                | 16  | 2  | 1 | 13 | 022:111 | −89   | 07     |
| 9.                            | DUSV Loipersdorf (N)              | 16  | 0  | 0 | 16 | 008:121 | −113  | 0      |
| Stand: Endstand. Quelle: StFV |                                   |     |    |   |    |         |       |        |

| (A) | Absteiger der Saison 2008/09                        |
| (N) | Neueinsteiger aus der Landesliga der Saison 2008/09 |

Aufsteiger
- Kärnten: SV Spittal/Drau
- Steiermark: keiner

## Relegation

### Relegation zur ÖFB-Frauenliga
Es gab ein Relegationsturnier um den Aufstieg in die ÖFB-Frauenliga für die Saison 2010/11, in dem die Meisterinnen der 2. Liga Mitte/West, Ost und Süd gegeneinander in drei Spiele antraten. Die erstplatzierte Mannschaft steigt in die ÖFB-Frauenliga auf, die anderen bleiben in der jeweiligen 2. Liga. Die Tabelle des Miniturniers ergab folgendes Ergebnis.
| Datum           |                     | Ergebnis  |                      |
| --------------- | ------------------- | --------- | -------------------- |
| 13.06.10, 17:00 | SCSt. Ruprecht/Raab | 0:7 (0:2) | ASV Spratzern        |
| 20.06.10, 16:30 | Union Kleinmünchen  | 3:0 (0:0) | SC St. Ruprecht/Raab |
| 26.06.10, 16:30 | ASV Spratzern       | 0:2 (0:2) | Union Kleinmünchen   |

Relegationstabelle
| Pl.             | Verein                     | Sp. | S | U | N | Tore    | Diff. | Punkte |
| --------------- | -------------------------- | --- | - | - | - | ------- | ----- | ------ |
| 1.              | Union Kleinmünchen (2LMW)  | 2   | 2 | 0 | 0 | 005:000 | +5    | 06     |
| 2.              | ASV Spratzern (2LO)        | 2   | 1 | 0 | 1 | 007:200 | +5    | 03     |
| 3.              | SC St. Ruprecht/Raab (2LS) | 2   | 0 | 0 | 2 | 000:100 | −10   | 0      |
| Stand: Endstand |                            |     |   |   |   |         |       |        |

| Legende: (2LMW): 2 Liga Mitte/West, (2LO): 2 Liga Ost, (2LS): 2 Liga Süd |

Somit stieg Union Kleinmünchen in die ÖFB-Frauenliga auf, ASV „Simacek“ Spratzern und SC St. Ruprecht/Raab blieben in der jeweiligen 2. Liga.